# Tomasz Becket

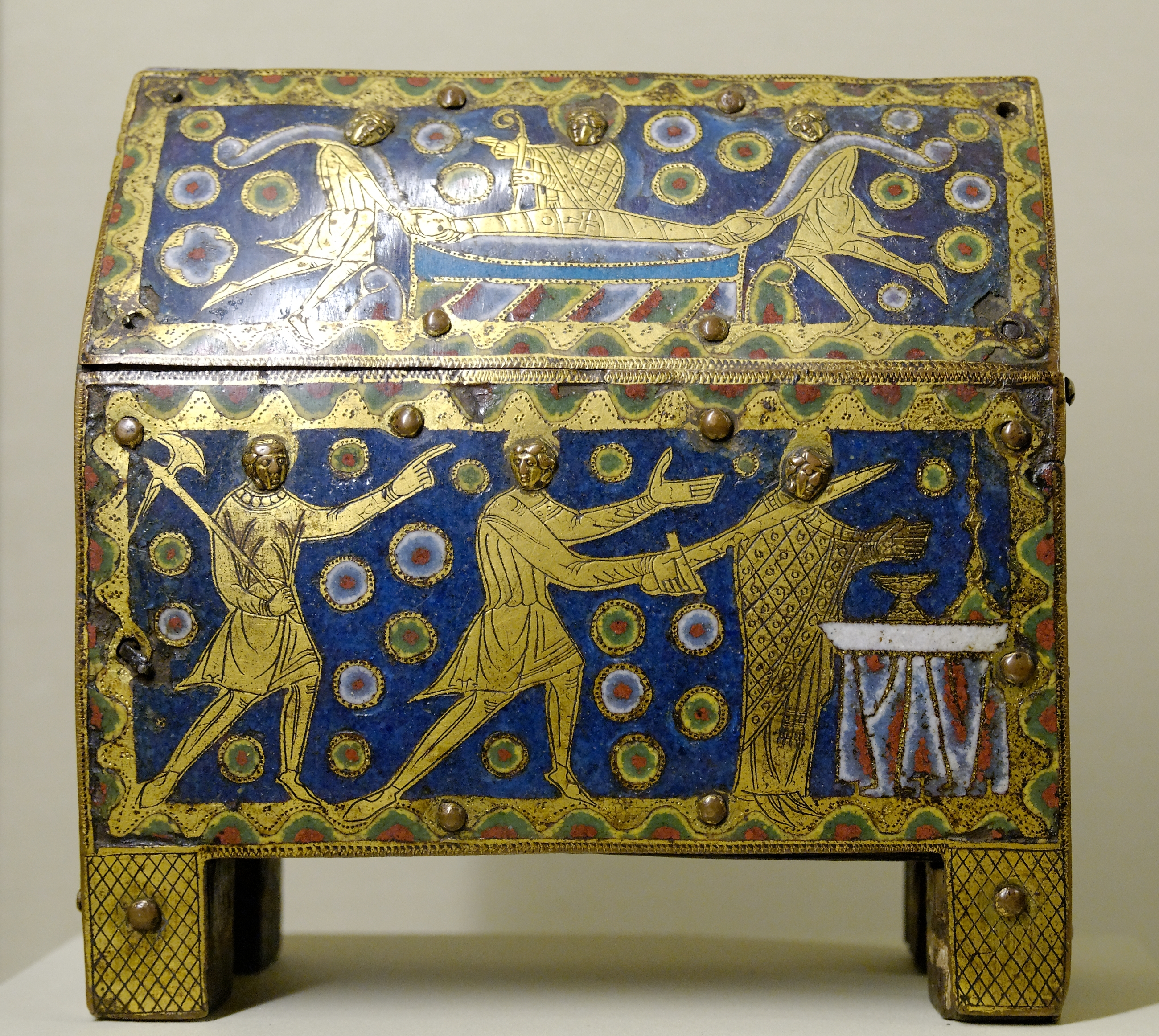
Relikwiarz św. Tomasza Becketa z początku XIII wieku.

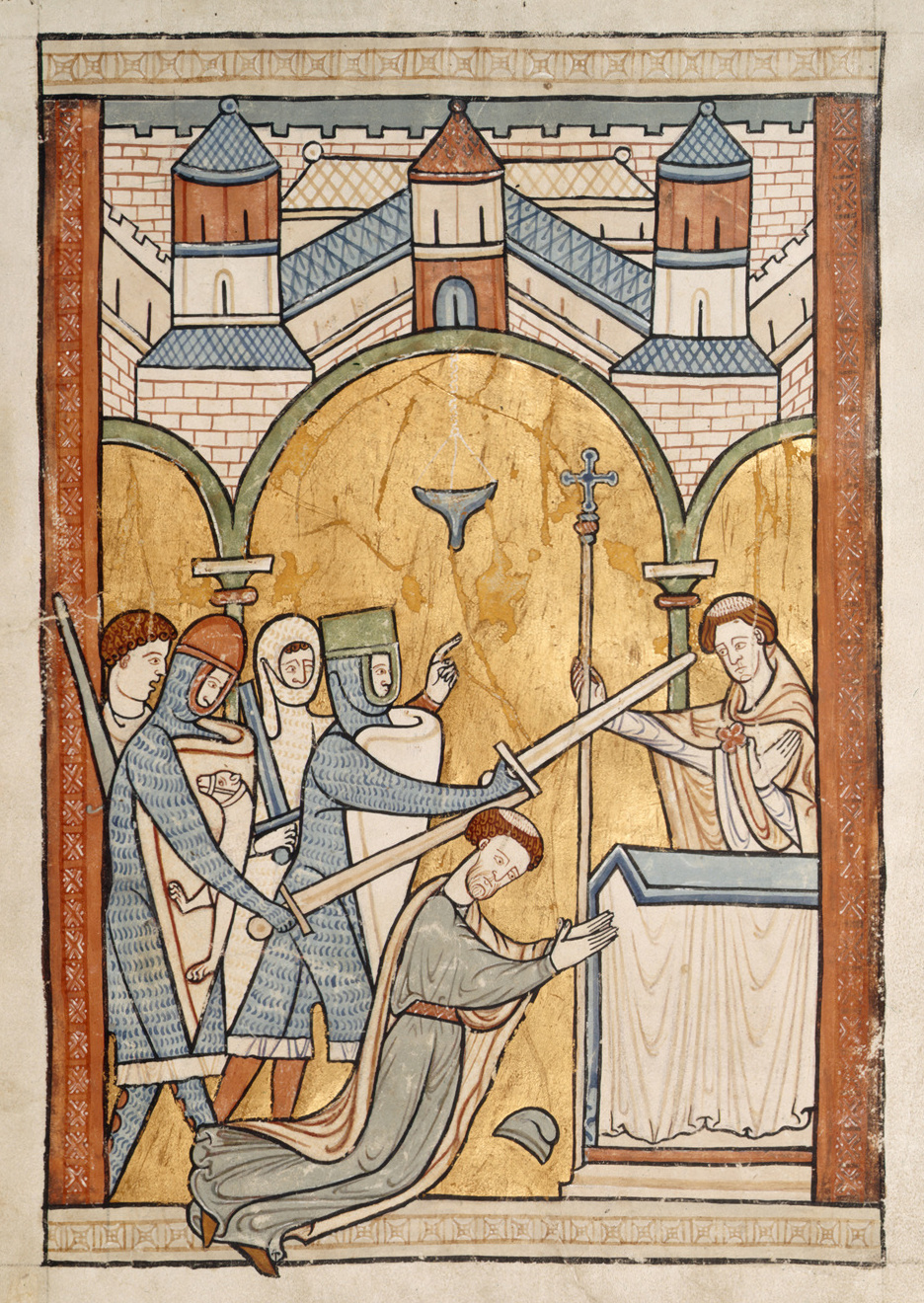
Jedno z najstarszych przedstawień męczeństwa Tomasza Becketa z 1175–1225 roku

Tomasz Becket, ang. Thomas Becket, Tomasz Kantauryjski, Tomasz z Canterbury (ur. ok. 1118 w Londynie, zm. 29 grudnia 1170 w Canterbury) – męczennik, święty Kościoła katolickiego, arcybiskup Canterbury (1162–1170) i kanclerz Anglii.

## Życiorys

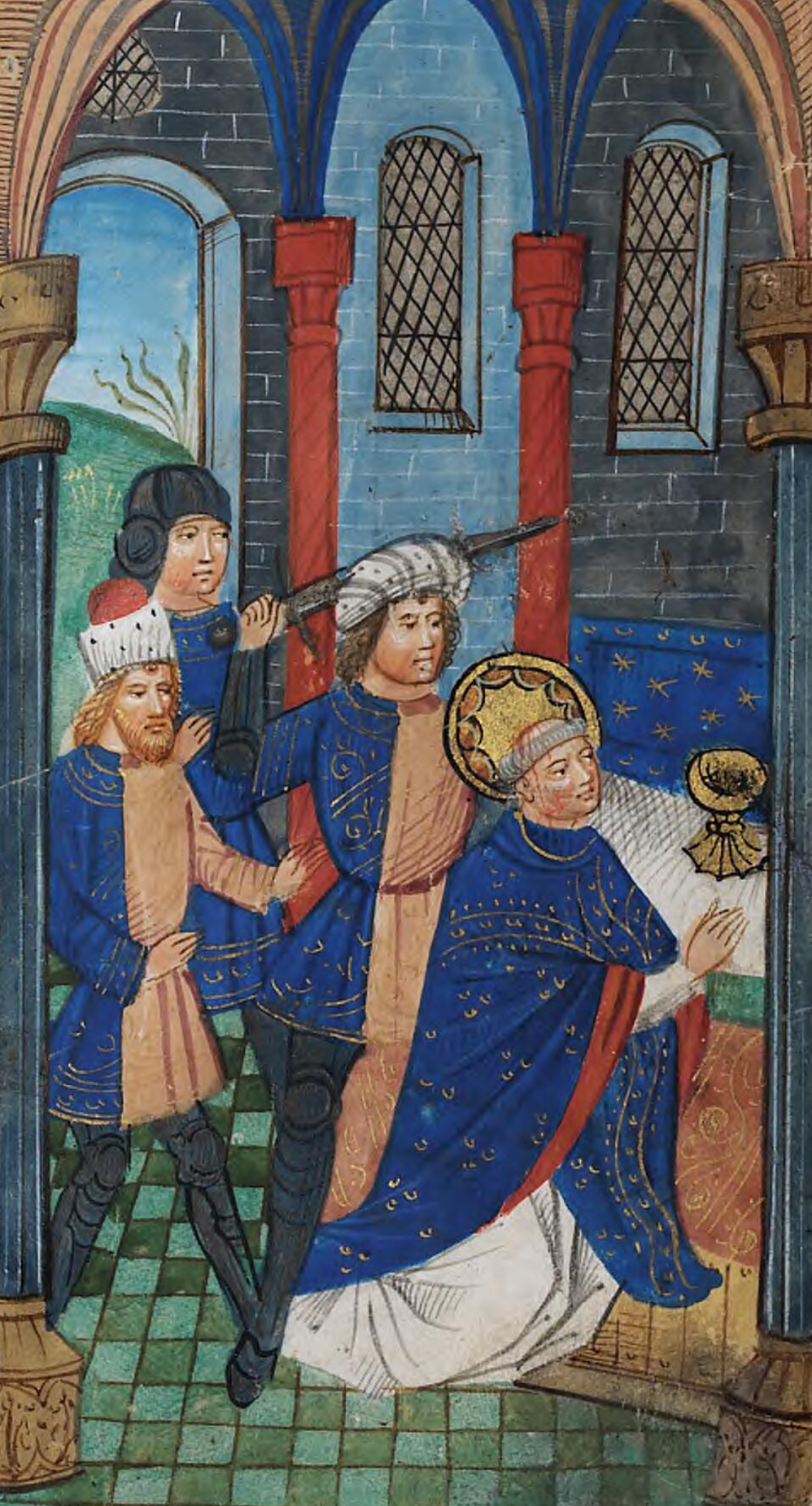
Męczeństwo świętego Tomasza na średniowiecznej miniaturze

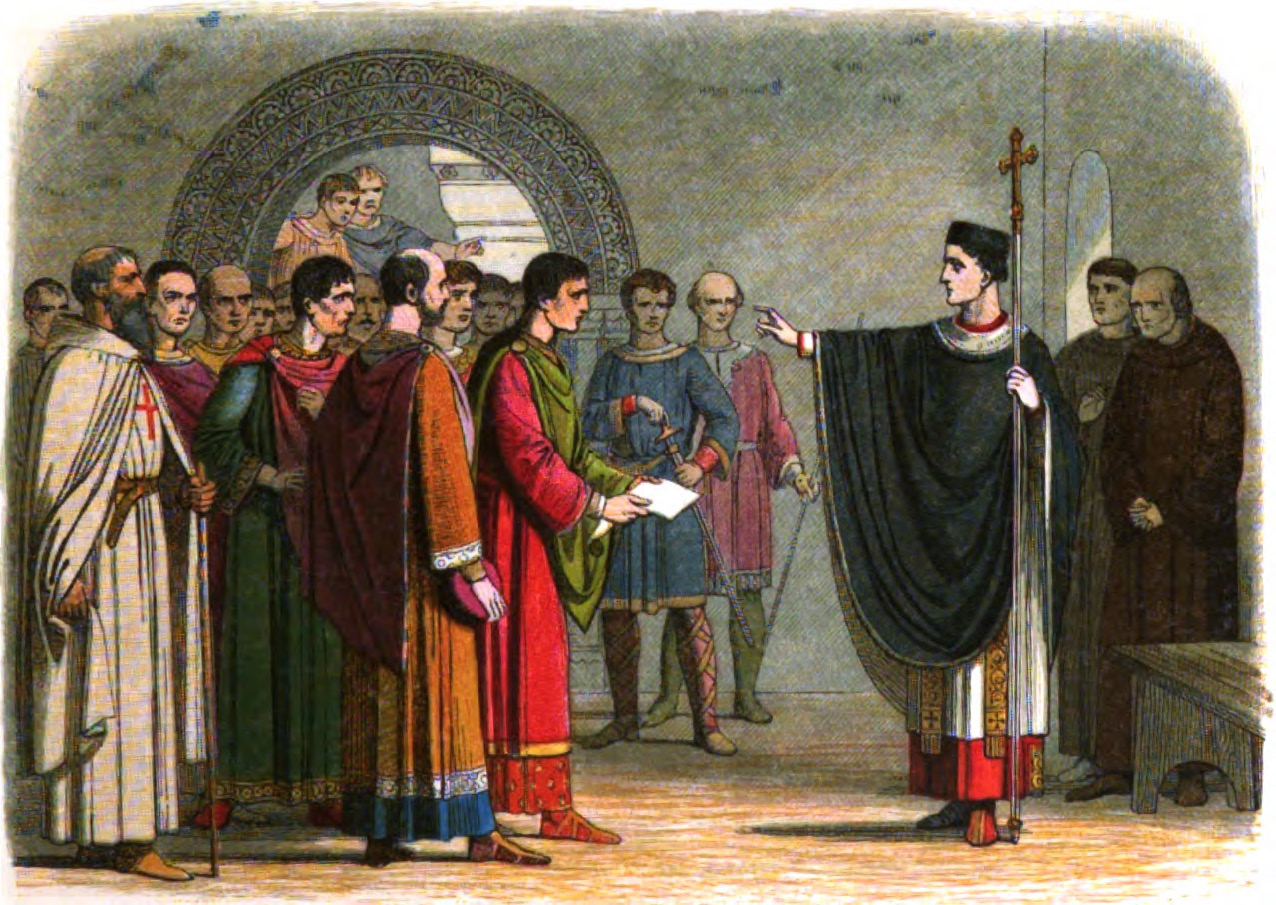
Tomasz Becket zabrania Robertowi de Beaumont, hrabiemu Leicester i Reginaldowi de Dunstanville, hrabiemu Kornwalii, wydawania na niego wyroku. Kronika angielska, 1864

Tomasz Becket studiował w Paryżu, a po przyjęciu święceń kapłańskich kontynuował studia prawnicze w Bolonii. Tomasz był przyjacielem króla Henryka II, który w nadziei uzyskania większego wpływu na Kościół mianował go arcybiskupem Canterbury.
Jednakże wkrótce ich drogi rozeszły się.
W roku 1164 Henryk wydał tzw. konstytucje clarendońskie, w których zabraniał stawiania osób świeckich przed sądami kościelnymi, nakazywał odpowiedzialność karną duchownych przed sądami świeckimi, umacniał wpływ króla na elekcje biskupów i zabraniał apelacji do Rzymu bez zgody monarchy.
Tomasz Becket sprzeciwił się tym ustawom, gdyż zwiększały rolę państwa w życiu Kościoła. Król skazał go na wygnanie. Arcybiskup udał się w 1162 roku do Francji. Dzięki mediacji papieża Aleksandra III zawarto kompromis pomiędzy królem a arcybiskupem i Becket powrócił do Anglii. Wkrótce jednak znowu popadł w konflikt z monarchą i ponownie znalazł się na wygnaniu. Wrócił w 1170 roku, lecz dalej działał wbrew woli króla (np. sprzeciwił się koronacji następcy Henryka). Pewnego razu podczas uczty Henryk miał wykrzyknąć Któż uwolni mnie od tego mącicielskiego klechy? Czterech rycerzy (Reginald Fitzurse, Hugh de Moreville, Wilhelm de Tracy i Richard le Breton), licząc na nagrodę, 29 grudnia 1170 roku zamordowało arcybiskupa przed ołtarzem katedry w Canterbury.

## Kult

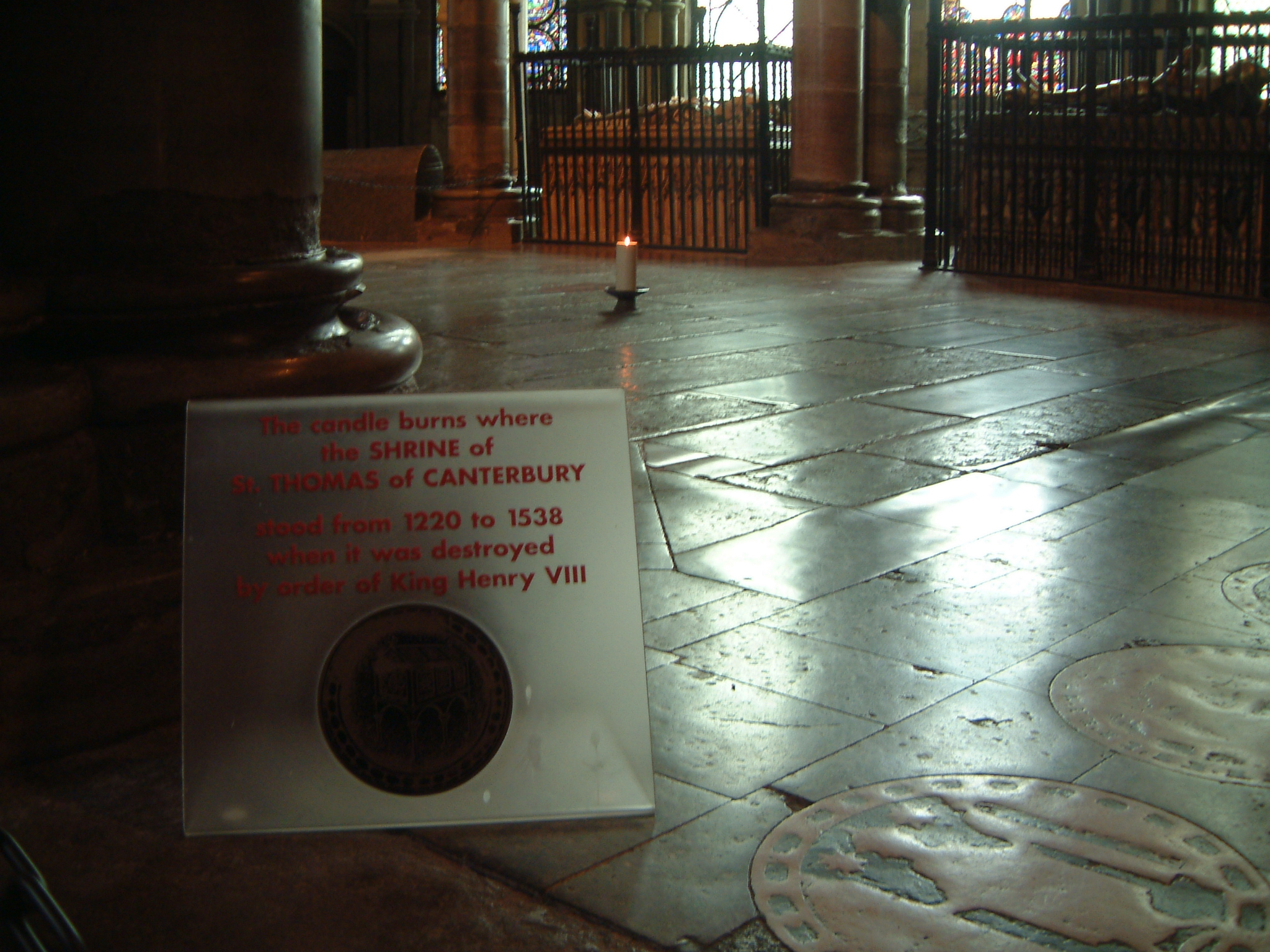
Canterbury – dawne miejsce sanktuarium Tomasza Becketa w katedrze w Canterbury

Henryk II został obłożony ekskomuniką, natomiast Becketa papież Aleksander III kanonizował w 1173. Wspomnienie liturgiczne obchodzone jest 29 grudnia.
Św. Tomasz Becket jest obok św. Jerzego drugim patronem Anglii; jest także patronem duchownych.
W ikonografii św. Tomasz przedstawiany jest w stroju biskupim. Jego atrybutami są: model kościoła, krzyż, miecz, palma męczeńska.

## Święty w literaturze
Z pielgrzymką do Canterbury udają się m.in. bohaterowie XIV-wiecznych Opowieści kanterberyjskich (Canterbury Tales) Geoffreya Chaucera. Sztuka T.S. Eliota z 1935 r. Morderstwo w katedrze (Murder in the Cathedral) opisuje zabójstwo T. Becketa.
Opis sporu Becketa z Henrykiem II i jego zabójstwo opisane są w książce Filary ziemi Kena Folletta.

### kult świętych
- święci i błogosławieni Kościoła katolickiego
- modlitwa za wstawiennictwem świętego
- Parafia pw. św. Tomasza Becketa w Targowisku
- kaplica zamkowa pw. św. Tomasza Kantuaryjskiego w Raciborzu
- parafia św. Tomasza Becketa w Mount Prospect
- Kaplica bpa Tomickiego pw. św. Tomasza Kantuaryjskiego na Wawelu